# Liste der Bürgermeister von Moskau

Stadtwappen

Die Liste der Bürgermeister von Moskau gibt einen Überblick über alle Stadtoberhäupter der russischen Hauptstadt Moskau seit 1709.
Von 1709 bis 1917 regierten Gouverneure Moskau. In der Sowjetunion führten Vorsitzende des Exekutivkomitees von 1917 bis 1991 die Stadtverwaltung. Am 12. Juni 1991 wurde Gawriil Popow in den ersten freien Wahlen zum ersten Bürgermeister der Stadt gewählt. Nach dem Rücktritt Popows im Juni 1992 erfolgte vom russischen Präsidenten Boris Jelzin die Ernennung von Juri Luschkow zum neuen Bürgermeister. Am 16. Juni 1996 wurde er mit 89,6 % der Stimmen im Amt bestätigt und 1999 mit 71,0 % wiedergewählt. 2003 wurde er mit 74,8 % der abgegebenen Stimmen zum dritten Mal zum Moskauer Bürgermeister gewählt. 2007 bestätigten ihn die Abgeordneten der Stadtduma erneut im Amt.
Im September 2010 unterzeichnete der russische Staatspräsident Dmitri Medwedew ein Dekret zur Entlassung von Luschkow als Oberbürgermeister von Moskau, als Grund wurde Vertrauensverlust genannt. Vorausgegangen war eine Medienkampagne der vom Kreml kontrollierten Fernsehsender. Dabei wurden Luschkow Korruption und Amtsmissbrauch vorgeworfen. Am 28. September 2010 übernahm Wladimir Iossifowitsch Ressin das Amt kommissarisch. Am 15. Oktober 2010 schlug Medwedew aus einer Viererliste den Kandidaten Sergei Semjonowitsch Sobjanin als neuen Bürgermeister vor, um den entlassenen Juri Luschkow zu ersetzen. Am 21. Oktober 2010 wurde Sobjanin vom Moskauer Stadtparlament mit 32 zu 2 Stimmen zum neuen Bürgermeister gewählt.

## Gouverneure

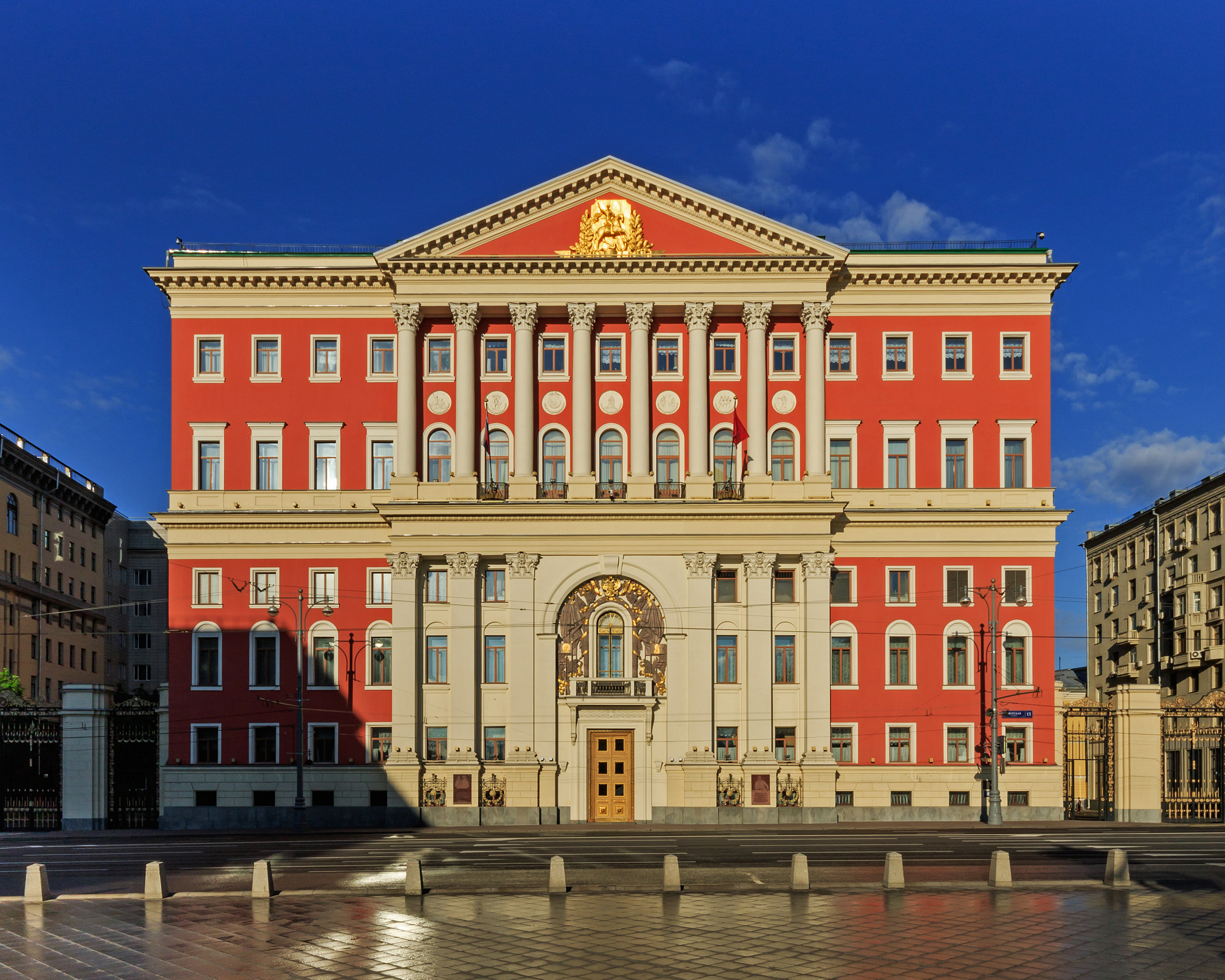
Ehemaliger Gouverneurspalast, seit 1993 Amtssitz des Moskauer Bürgermeisters

| Name                                                       | Amtszeit                                                      |
| ---------------------------------------------------------- | ------------------------------------------------------------- |
| Tichon Nikititsch Streschnew                               | 3. Februar 1709 – 22. Februar 1711                            |
| Wassili Semjonowitsch Jerschow                             | 22. Februar 1711 – Januar 1712                                |
| Michail Grigorjewitsch Romodanowski                        | 23. Januar 1712 – 30. Januar 1713                             |
| Alexei Petrowitsch Saltykow                                | 21. Juli 1713 – 1716                                          |
| Kirill Alexejewitsch Naryschkin                            | 24. Januar 1716 – 8. April 1719                               |
| Iwan Lukitsch Wojeikow                                     | 8. April 1719 – März 1726                                     |
| Pjotr Iwanowitsch Weljaminow-Sernow                        | März 1726 – 21. November 1738                                 |
| Iwan Fjodorowitsch Romodanowski                            | 8. Mai 1727 – 4. April 1729                                   |
| Alexei Lwowitsch Pleschtschejew                            | 28. Februar 1727 – 8. Mai 1727, 16. April 1729 – 6. März 1730 |
| Wassili Fjodorowitsch Saltykow                             | 6. März 1730 – 5. Oktober 1730                                |
| Grigori Petrowitsch Tschernyschow                          | 14. September 1731 – 21. August 1735                          |
| Iwan Fjodorowitsch Barjatinski                             | 21. August 1735 – 19. Juni 1736                               |
| Fjodor Nikolajewitsch Balk                                 | 17. Juni 1734 – 10. November 1738                             |
| Boris Grigorjewitsch Jussupow                              | 21. November 1738 – 31. Dezember 1741                         |
| Iwan Jurjewitsch Trubezkoi                                 | 23. Mai 1739 – Dezember 1739                                  |
| Karl Biron                                                 | 3. März 1740 – November 1740                                  |
| Wladimir Semjonowitsch Saltykow                            | 31. Dezember 1741 – 6. Januar 1751                            |
| Alexander Borissowitsch Buturlin                           | 12. Dezember 1742 – 1744, 9. Juni 1762 – 1763                 |
| Wassili Jakowlewitsch Lewaschow                            | 15. Dezember 1744 – 7. April 1751                             |
| Semjon Petrowitsch Uschakow                                | 14. Januar 1751 – 10. Dezember 1755                           |
| Sergei Alexejewitsch Gallitzin                             | 29. März 1753 – 12. Juni 1756                                 |
| Nikolai Grigorjewitsch Scherebzow                          | 10. Dezember 1755 – 1764                                      |
| Pjotr Borissowitsch Tscherkasski                           | 16. August 1760 – 17. Januar 1762                             |
| Pjotr Semjonowitsch Saltykow                               | 15. Mai 1763 – 13. November 1771                              |
| Grigori Grigorjewitsch Orlow                               | 21. September 1771 – 17. November 1771                        |
| Michail Nikititsch Wolkonski                               | 5. November 1771 – 1780                                       |
| Wassili Michailowitsch Dolgoruki-Krimski                   | 11. April 1780 – 30. Januar 1782                              |
| Sachar Grigorjewitsch Tschernyschow (Generalfeldmarschall) | 4. Februar 1782 – 29. August 1784                             |
| Jacob Bruce                                                | 4. September 1784 – 26. Juni 1786                             |
| Pjotr Dmitrijewitsch Jeropkin                              | 28. Juni 1786 – 19. Februar 1790                              |
| Alexander Alexandrowitsch Prosorowski                      | 19. Februar 1790 – 21. März 1795                              |
| Michail Michailowitsch Ismailow                            | 21. März 1795 – 2. Mai 1797                                   |
| Juri Wladimirowitsch Dolgorukow                            | 2. Mai 1797 – 29. November 1797                               |
| Iwan Petrowitsch Saltykow                                  | 29. November 1797 – 1. Mai 1804                               |
| Alexander Andrejewitsch Bekleschow                         | 1. Mai 1804 – 3. August 1806                                  |
| Timofei Iwanowitsch Tutolmin                               | 3. August 1806 – 8. August 1809                               |
| Iwan Wassiljewitsch Gudowitsch                             | 8. August 1809 – 12. Mai 1812                                 |
| Fjodor Wassiljewitsch Rostoptschin                         | 24. Mai 1812 – 30. August 1814                                |
| Alexander Petrowitsch Tormassow                            | 30. August 1814 – 13. November 1819                           |
| Dmitri Wladimirowitsch Gallitzin                           | 6. Januar 1820 – 27. März 1844                                |
| Alexei Grigorjewitsch Schtscherbatow                       | 6. Juni 1843 – 6. Mai 1848                                    |
| Arseni Andrejewitsch Sakrewski                             | 6. Mai 1848 – 16. April 1859                                  |
| Sergei Grigorjewitsch Stroganow                            | 17. April 1859 – 8. September 1859                            |
| Pawel Alexejewitsch Tutschkow                              | 8. September 1859 – 21. Januar 1864                           |
| Michail Alexandrowitsch Ofrossimow                         | 28. Januar 1864 – 30. August 1865                             |
| Wladimir Andrejewitsch Dolgorukow                          | 30. August 1865 – 26. Februar 1891                            |
| Apostol Spiridonowitsch Kostanda                           | 28. Februar 1891 – 5. Mai 1891                                |
| Sergei Alexandrowitsch Romanow                             | 26. Februar 1891 – 1. Januar 1905                             |
| Alexander Alexandrowitsch Koslow                           | 14. April 1905 – 15. Juli 1905                                |
| Pjotr Pawlowitsch Durnowo                                  | 15. Juli 1905 – 24. November 1905                             |
| Fjodor Wassiljewitsch Dubassow                             | 24. November 1905 – 5. Juli 1906                              |
| Sergei Konstantinowitsch Gerschelman                       | 5. Juli 1906 – 15. April 1909                                 |
| Wladimir Fjodorowitsch Dschunkowski                        | 6. August 1908 – 25. Januar 1913                              |
| Alexander Alexandrowitsch Adrianow                         | 7. Februar 1908 – Juni 1915                                   |
| Felix Felixowitsch Jussupow                                | 5. Mai – 3. September 1915                                    |
| Josef Iwanowitsch Mrosowski                                | 2. Oktober 1915 – 1. März 1917                                |
| Michail Wassiljewitsch Tschelnokow                         | 1. März 1917 – 6. März 1917                                   |
| Nikolai Michailowitsch Kischkin                            | 6. März 1917 – 25. September 1917                             |
| Wadim Wiktorowitsch Rudnew                                 | 11. Juli 1917 – 2. November 1917                              |

## Vorsitzende des Exekutivkomitees
| Name                               | Amtszeit                               |
| ---------------------------------- | -------------------------------------- |
| Viktor Pawlowitsch Nogin           | 19. September 1917 – 13. November 1917 |
| Michail Nikolajewitsch Pokrowski   | 14. November 1917 – 11. März 1918      |
| Pjotr Germogenowitsch Smidowitsch  | 13. März 1918 – 12. Oktober 1918       |
| Lew Borissowitsch Kamenew          | 14. Oktober 1918 – 17. Mai 1926        |
| Konstantin Wassiljewitsch Uchanow  | 17. Mai 1926 – 28. Februar 1931        |
| Nikolai Alexandrowitsch Bulganin   | 28. Februar 1931 – 11. August 1937     |
| Iwan Iwanowitsch Sidorow           | 11. August 1937 – 3. November 1938     |
| Alexander Illarionowitsch Jefremow | 3. November 1938 – 14. April 1939      |
| Wassili Prochorowitsch Pronin      | 14. April 1939 – 7. Dezember 1944      |
| Georgi Michailowitsch Popow        | 7. Dezember 1944 – Dezember 1949       |
| Michail Alexejewitsch Jasnow       | 18. Januar 1950 – 2. Februar 1956      |
| Nikolai Iwanowitsch Bobrownikow    | 2. Februar 1956 – 2. September 1961    |
| Nikolai Alexandrowitsch Dygai      | 2. September 1961 – 6. März 1963       |
| Wladimir Fjodorowitsch Promyslow   | 11. März 1963 – 16. Dezember 1985      |
| Waleri Timofejewitsch Saikin       | 3. Januar 1986 – 13. April 1990        |
| Gawriil Charitonowitsch Popow      | 13. April 1990 – 12. Juni 1991         |

## Bürgermeister
| Name                                          | Amtszeit                              |
| --------------------------------------------- | ------------------------------------- |
| Gawriil Charitonowitsch Popow                 | 12. Juni 1991 – 6. Juni 1992          |
| Juri Michailowitsch Luschkow                  | 6. Juni 1992 – 28. September 2010     |
| Wladimir Iossifowitsch Ressin (kommissarisch) | 28. September 2010 – 21. Oktober 2010 |
| Sergei Semjonowitsch Sobjanin                 | seit 21. Oktober 2010                 |